# 16e étape du Tour d'Espagne 2023
Pour un article plus général, voir Tour d'Espagne 2023.
La 16e étape du Tour d'Espagne 2023 se déroule le mardi 12 septembre 2023 entre Liencres Playa et Bejes en Cantabrie sur une distance de 120,1 km.

## Parcours
Partant du bord du Golfe de Gascogne à Liencres Playa, à une dizaine de kilomètres à l'ouest de la ville de Santander où les coureurs ont bénéficié la veille d'une journée de repos, cette courte (120,1 km) étape cantabrique présente un profil peu accidenté sur la grande majorité de son tracé. Mais, à la fin de l'étape, la route s'élève brusquement à partir de La Hermida pendant 4,8 km (col de 2e catégorie) avec une pente moyenne de 8,8 % dont une section à 14 % jusqu'à l'arrivée à Bejes.

## Déroulement de la course
Dès les premiers kilomètres de l'étape, un groupe de dix coureurs forme une échappée qui ne réussit pas à creuser un écart supérieur à 40 secondes. Cette première échappée est reprise après quarante kilomètres de course. À la mi-course (60 kilomètres), six hommes partent à l'attaque et creusent rapidement un écart d'une minute avec le peloton. Cette nouvelle échappée se compose de Mattia Cattaneo (Soudal Quick-Step), le maillot vert Kaden Groves (Alpecin-Deceuninck), Julius van den Berg (EF Education-EasyPost), Nicolas Prodhomme (AG2R Citroën), Max Poole (DSM-Firmenich) et Joel Nicolau (Caja Rural-Seguros RGA). Après le sprint intermédiaire qu'il remporte, Groves se relève à 26 km du terme et laisse ses cinq compagnons d'échappée poursuivre leur effort alors que l'écart avec le peloton diminue. À 21 km de l'arrivée, c'est au tour de Cattaneo d'être distancé de ce groupe de tête devenu désormais un quatuor. Les quatre fuyards sont repris par le peloton à 10 km de l'arrivée.
Au pied de l'unique et ultime ascension de cette étape vers l'arrivée à Bejes, le peloton est groupé. Jonas Vingegaard (Jumbo-Visma) attaque à 4 km du sommet. Il est pris en chasse par Finn Fisher-Black (UAE Emirates) mais il augmente son avance et gagne l'étape. Sepp Kuss garde son maillot rouge avec un avantage réduit à 29 secondes sur Vingegaard.

## Résultats

### Classement de l'étape
| \| Classement de l'étape \| Classement de l'étape \| Classement de l'étape \| Classement de l'étape \| Classement de l'étape \| \| Coureur \| Coureur \| Pays \| Équipe \| Temps \| \| --------------------- \| --------------------- \| --------------------- \| --------------------- \| --------------------- \| \| 1er \| Jonas Vingegaard \| Danemark \| Jumbo-Visma \| 2 h 38 min 23 s \| \| 2e \| Finn Fisher-Black \| Nouvelle-Zélande \| UAE Team Emirates \| + 43 s \| \| 3e \| Wout Poels \| Pays-Bas \| Bahrain Victorious \| + 49 s \| \| 4e \| Michael Storer \| Australie \| Groupama-FDJ \| + 55 s \| \| 5e \| Juan Ayuso \| Espagne \| UAE Team Emirates \| + 1 min 01 s \| \| 6e \| Enric Mas \| Espagne \| Movistar Team \| + 1 min 01 s \| \| 7e \| Aleksandr Vlasov \| Bannière neutre \| Bora-Hansgrohe \| + 1 min 01 s \| \| 8e \| Primož Roglič \| Slovénie \| Jumbo-Visma \| + 1 min 01 s \| \| 9e \| Mikel Landa \| Espagne \| Bahrain Victorious \| + 1 min 05 s \| \| 10e \| Sepp Kuss \| États-Unis \| Jumbo-Visma \| + 1 min 05 s \| |                   |                  |                    |                 |
| |                   |                  |                    |                 |
| Source : ProCyclingStats |                   |                  |                    |                 |
| Classement de l'étape |                   |                  |                    |                 |
| Coureur | Coureur           | Pays             | Équipe             | Temps           |
| 1er | Jonas Vingegaard  | Danemark         | Jumbo-Visma        | 2 h 38 min 23 s |
| 2e | Finn Fisher-Black | Nouvelle-Zélande | UAE Team Emirates  | + 43 s          |
| 3e | Wout Poels        | Pays-Bas         | Bahrain Victorious | + 49 s          |
| 4e | Michael Storer    | Australie        | Groupama-FDJ       | + 55 s          |
| 5e | Juan Ayuso        | Espagne          | UAE Team Emirates  | + 1 min 01 s    |
| 6e | Enric Mas         | Espagne          | Movistar Team      | + 1 min 01 s    |
| 7e | Aleksandr Vlasov  | Bannière neutre  | Bora-Hansgrohe     | + 1 min 01 s    |
| 8e | Primož Roglič     | Slovénie         | Jumbo-Visma        | + 1 min 01 s    |
| 9e | Mikel Landa       | Espagne          | Bahrain Victorious | + 1 min 05 s    |
| 10e | Sepp Kuss         | États-Unis       | Jumbo-Visma        | + 1 min 05 s    |

### Points attribués pour le classement par points
| Sprint intermédiaire Unquera (km 93,3) | Sprint intermédiaire Unquera (km 93,3) | Sprint intermédiaire Unquera (km 93,3) | Sprint intermédiaire Unquera (km 93,3) | Sprint intermédiaire Unquera (km 93,3) |
| -------------------------------------- | -------------------------------------- | -------------------------------------- | -------------------------------------- | -------------------------------------- |
|                                        | Coureur                                | Pays                                   | Équipe                                 | Point(s)                               |
| 1er                                    | Kaden Groves                           | Australie                              | Alpecin-Deceuninck                     | 20                                     |
| 2e                                     | Julius van den Berg                    | Pays-Bas                               | EF Education-EasyPost                  | 17                                     |
| 3e                                     | Max Poole                              | Grande-Bretagne                        | DSM-Firmenich                          | 15                                     |
| 4e                                     | Joel Nicolau                           | Espagne                                | Caja Rural-Seguros RGA                 | 13                                     |
| 5e                                     | Mattia Cattaneo                        | Italie                                 | Soudal Quick-Step                      | 10                                     |
| modifier                               |                                        |                                        |                                        |                                        |

| Arrivée d'étape Bejes (km 120,1) | Arrivée d'étape Bejes (km 120,1) | Arrivée d'étape Bejes (km 120,1) | Arrivée d'étape Bejes (km 120,1) | Arrivée d'étape Bejes (km 120,1) |
| -------------------------------- | -------------------------------- | -------------------------------- | -------------------------------- | -------------------------------- |
|                                  | Coureur                          | Pays                             | Équipe                           | Point(s)                         |
| 1er                              | Jonas Vingegaard                 | Danemark                         | Jumbo-Visma                      | 30                               |
| 2e                               | Finn Fisher-Black                | Nouvelle-Zélande                 | UAE Emirates                     | 25                               |
| 3e                               | Wout Poels                       | Pays-Bas                         | Bahrain Victorious               | 22                               |
| 4e                               | Michael Storer                   | Australie                        | Groupama-FDJ                     | 19                               |
| 5e                               | Juan Ayuso                       | Espagne                          | UAE Emirates                     | 17                               |
| 6e                               | Enric Mas                        | Espagne                          | Movistar                         | 15                               |
| 7e                               | Aleksandr Vlasov                 |                                  | Bora-Hansgrohe                   | 13                               |
| 8e                               | Primož Roglič                    | Slovénie                         | Jumbo-Visma                      | 11                               |
| 9e                               | Mikel Landa                      | Espagne                          | Bahrain Victorious               | 9                                |
| 10e                              | Sepp Kuss                        | États-Unis                       | Jumbo-Visma                      | 7                                |
| 11e                              | João Almeida                     | Portugal                         | UAE Emirates                     | 6                                |
| 12e                              | Cian Uijtdebroeks                | Belgique                         | Bora-Hansgrohe                   | 5                                |
| 13e                              | Santiago Buitrago                | Colombie                         | Bahrain Victorious               | 4                                |
| 14e                              | Marc Soler                       | Espagne                          | UAE Emirates                     | 3                                |
| 15e                              | Antonio Tiberi                   | Italie                           | Bahrain Victorious               | 2                                |
| modifier                         |                                  |                                  |                                  |                                  |

### Points attribués pour le classement du meilleur grimpeur
| \| Bejes (km 120,1) 2e catégorie (4,8 km à 8,8%) \| Bejes (km 120,1) 2e catégorie (4,8 km à 8,8%) \| Bejes (km 120,1) 2e catégorie (4,8 km à 8,8%) \| Bejes (km 120,1) 2e catégorie (4,8 km à 8,8%) \| Bejes (km 120,1) 2e catégorie (4,8 km à 8,8%) \| \| --------------------------------------------- \| --------------------------------------------- \| --------------------------------------------- \| --------------------------------------------- \| --------------------------------------------- \| \| \| Coureur \| Pays \| Équipe \| Point(s) \| \| 1er \| Jonas Vingegaard \| Danemark \| Jumbo-Visma \| 5 \| \| 2e \| Finn Fisher-Black \| Nouvelle-Zélande \| UAE Emirates \| 3 \| \| 3e \| Wout Poels \| Pays-Bas \| Bahrain Victorious \| 1 \| \| modifier \| \| \| \| \| |                   |                  |                    |          |
| Bejes (km 120,1) 2e catégorie (4,8 km à 8,8%) |                   |                  |                    |          |
| | Coureur           | Pays             | Équipe             | Point(s) |
| 1er | Jonas Vingegaard  | Danemark         | Jumbo-Visma        | 5        |
| 2e | Finn Fisher-Black | Nouvelle-Zélande | UAE Emirates       | 3        |
| 3e | Wout Poels        | Pays-Bas         | Bahrain Victorious | 1        |
| modifier |                   |                  |                    |          |

### Bonifications
|   | Coureur             | Pays            | Équipe                | Secondes |
| - | ------------------- | --------------- | --------------------- | -------- |
| 1 | Kaden Groves        | Australie       | Alpecin-Deceuninck    | 6 s      |
| 2 | Julius van den Berg | Pays-Bas        | EF Education-EasyPost | 4 s      |
| 3 | Max Poole           | Grande-Bretagne | DSM-Firmenich         | 2 s      |

|   | Coureur           | Pays             | Équipe             | Secondes |
| - | ----------------- | ---------------- | ------------------ | -------- |
| 1 | Jonas Vingegaard  | Danemark         | Jumbo-Visma        | 10 s     |
| 2 | Finn Fisher-Black | Nouvelle-Zélande | UAE Emirates       | 6 s      |
| 3 | Wout Poels        | Pays-Bas         | Bahrain Victorious | 4 s      |

### Prix de la combativité
- Joel Nicolau (Caja Rural-Seguros RGA)

## Classements à l'issue de l'étape

### Classement général
| \| Classement général \| Classement général \| Classement général \| Classement général \| Classement général \| \| Coureur \| Coureur \| Pays \| Équipe \| Temps \| \| ------------------ \| ------------------ \| ------------------ \| ------------------ \| ------------------ \| \| 1er \| Sepp Kuss \| États-Unis \| Jumbo-Visma \| 57 h 18 min 10 s \| \| 2e \| Jonas Vingegaard \| Danemark \| Jumbo-Visma \| + 29 s \| \| 3e \| Primož Roglič \| Slovénie \| Jumbo-Visma \| + 1 min 33 s \| \| 4e \| Juan Ayuso \| Espagne \| UAE Team Emirates \| + 2 min 33 s \| \| 5e \| Enric Mas \| Espagne \| Movistar Team \| + 3 min 02 s \| \| 6e \| Marc Soler \| Espagne \| UAE Team Emirates \| + 3 min 28 s \| \| 7e \| Mikel Landa \| Espagne \| Bahrain Victorious \| + 4 min 12 s \| \| 8e \| Aleksandr Vlasov \| Bannière neutre \| Bora-Hansgrohe \| + 4 min 58 s \| \| 9e \| Cian Uijtdebroeks \| Belgique \| Bora-Hansgrohe \| + 5 min 38 s \| \| 10e \| João Almeida \| Portugal \| UAE Team Emirates \| + 8 min 43 s \| |                   |                 |                    |                  |
| |                   |                 |                    |                  |
| Source : ProCyclingStats |                   |                 |                    |                  |
| Classement général |                   |                 |                    |                  |
| Coureur | Coureur           | Pays            | Équipe             | Temps            |
| 1er | Sepp Kuss         | États-Unis      | Jumbo-Visma        | 57 h 18 min 10 s |
| 2e | Jonas Vingegaard  | Danemark        | Jumbo-Visma        | + 29 s           |
| 3e | Primož Roglič     | Slovénie        | Jumbo-Visma        | + 1 min 33 s     |
| 4e | Juan Ayuso        | Espagne         | UAE Team Emirates  | + 2 min 33 s     |
| 5e | Enric Mas         | Espagne         | Movistar Team      | + 3 min 02 s     |
| 6e | Marc Soler        | Espagne         | UAE Team Emirates  | + 3 min 28 s     |
| 7e | Mikel Landa       | Espagne         | Bahrain Victorious | + 4 min 12 s     |
| 8e | Aleksandr Vlasov  | Bannière neutre | Bora-Hansgrohe     | + 4 min 58 s     |
| 9e | Cian Uijtdebroeks | Belgique        | Bora-Hansgrohe     | + 5 min 38 s     |
| 10e | João Almeida      | Portugal        | UAE Team Emirates  | + 8 min 43 s     |

| Classement par points | Classement par points | Classement par points | Classement par points | Classement par points |
| Coureur               | Coureur               | Pays                  | Équipe                | Points                |
| --------------------- | --------------------- | --------------------- | --------------------- | --------------------- |
| 1er                   | Kaden Groves          | Australie             | Alpecin-Deceuninck    | 228 pts               |
| 2e                    | Remco Evenepoel       | Belgique              | Soudal Quick-Step     | 135 pts               |
| 3e                    | Andreas Kron          | Danemark              | Lotto Dstny           | 111 pts               |
| 4e                    | Jonas Vingegaard      | Danemark              | Jumbo-Visma           | 103 pts               |
| 5e                    | Primož Roglič         | Slovénie              | Jumbo-Visma           | 92 pts                |
| 6e                    | Sepp Kuss             | États-Unis            | Jumbo-Visma           | 91 pts                |
| 7e                    | Juan Ayuso            | Espagne               | UAE Team Emirates     | 90 pts                |
| 8e                    | Lennard Kämna         | Allemagne             | Bora-Hansgrohe        | 85 pts                |
| 9e                    | Marijn van den Berg   | Pays-Bas              | EF Education-EasyPost | 85 pts                |
| 10e                   | Marc Soler            | Espagne               | UAE Team Emirates     | 82 pts                |

| Classement par points | Classement par points | Classement par points | Classement par points | Classement par points |
| Coureur               | Coureur               | Pays                  | Équipe                | Points                |
| --------------------- | --------------------- | --------------------- | --------------------- | --------------------- |
| 1er                   | Kaden Groves          | Australie             | Alpecin-Deceuninck    | 228 pts               |
| 2e                    | Remco Evenepoel       | Belgique              | Soudal Quick-Step     | 135 pts               |
| 3e                    | Andreas Kron          | Danemark              | Lotto Dstny           | 111 pts               |
| 4e                    | Jonas Vingegaard      | Danemark              | Jumbo-Visma           | 103 pts               |
| 5e                    | Primož Roglič         | Slovénie              | Jumbo-Visma           | 92 pts                |
| 6e                    | Sepp Kuss             | États-Unis            | Jumbo-Visma           | 91 pts                |
| 7e                    | Juan Ayuso            | Espagne               | UAE Team Emirates     | 90 pts                |
| 8e                    | Lennard Kämna         | Allemagne             | Bora-Hansgrohe        | 85 pts                |
| 9e                    | Marijn van den Berg   | Pays-Bas              | EF Education-EasyPost | 85 pts                |
| 10e                   | Marc Soler            | Espagne               | UAE Team Emirates     | 82 pts                |

| Classement de la montagne | Classement de la montagne | Classement de la montagne | Classement de la montagne | Classement de la montagne |
| Coureur                   | Coureur                   | Pays                      | Équipe                    | Points                    |
| ------------------------- | ------------------------- | ------------------------- | ------------------------- | ------------------------- |
| 1er                       | Remco Evenepoel           | Belgique                  | Soudal Quick-Step         | 71 pts                    |
| 2e                        | Jonas Vingegaard          | Danemark                  | Jumbo-Visma               | 41 pts                    |
| 3e                        | Michael Storer            | Australie                 | Groupama-FDJ              | 39 pts                    |
| 4e                        | Romain Bardet             | France                    | Team DSM-Firmenich        | 35 pts                    |
| 5e                        | Sepp Kuss                 | États-Unis                | Jumbo-Visma               | 27 pts                    |
| 6e                        | Jesús Herrada             | Espagne                   | Cofidis                   | 22 pts                    |
| 7e                        | Eduardo Sepúlveda         | Argentine                 | Lotto Dstny               | 21 pts                    |
| 8e                        | Andreas Kron              | Danemark                  | Lotto Dstny               | 20 pts                    |
| 9e                        | Primož Roglič             | Slovénie                  | Jumbo-Visma               | 18 pts                    |
| 10e                       | Juan Ayuso                | Espagne                   | UAE Team Emirates         | 15 pts                    |

| Classement de la montagne | Classement de la montagne | Classement de la montagne | Classement de la montagne | Classement de la montagne |
| Coureur                   | Coureur                   | Pays                      | Équipe                    | Points                    |
| ------------------------- | ------------------------- | ------------------------- | ------------------------- | ------------------------- |
| 1er                       | Remco Evenepoel           | Belgique                  | Soudal Quick-Step         | 71 pts                    |
| 2e                        | Jonas Vingegaard          | Danemark                  | Jumbo-Visma               | 41 pts                    |
| 3e                        | Michael Storer            | Australie                 | Groupama-FDJ              | 39 pts                    |
| 4e                        | Romain Bardet             | France                    | Team DSM-Firmenich        | 35 pts                    |
| 5e                        | Sepp Kuss                 | États-Unis                | Jumbo-Visma               | 27 pts                    |
| 6e                        | Jesús Herrada             | Espagne                   | Cofidis                   | 22 pts                    |
| 7e                        | Eduardo Sepúlveda         | Argentine                 | Lotto Dstny               | 21 pts                    |
| 8e                        | Andreas Kron              | Danemark                  | Lotto Dstny               | 20 pts                    |
| 9e                        | Primož Roglič             | Slovénie                  | Jumbo-Visma               | 18 pts                    |
| 10e                       | Juan Ayuso                | Espagne                   | UAE Team Emirates         | 15 pts                    |

| Classement du meilleur jeune | Classement du meilleur jeune | Classement du meilleur jeune | Classement du meilleur jeune | Classement du meilleur jeune |
| Coureur                      | Coureur                      | Pays                         | Équipe                       | Temps                        |
| ---------------------------- | ---------------------------- | ---------------------------- | ---------------------------- | ---------------------------- |
| 1er                          | Juan Ayuso                   | Espagne                      | UAE Team Emirates            | 57 h 20 min 43 s             |
| 2e                           | Cian Uijtdebroeks            | Belgique                     | Bora-Hansgrohe               | + 3 min 05 s                 |
| 3e                           | João Almeida                 | Portugal                     | UAE Team Emirates            | + 6 min 10 s                 |
| 4e                           | Santiago Buitrago            | Colombie                     | Bahrain Victorious           | + 7 min 48 s                 |
| 5e                           | Remco Evenepoel              | Belgique                     | Soudal Quick-Step            | + 27 min 00 s                |
| 6e                           | Einer Rubio                  | Colombie                     | Movistar Team                | + 36 min 33 s                |
| 7e                           | Attila Valter                | Hongrie                      | Jumbo-Visma                  | + 41 min 57 s                |
| 8e                           | Lenny Martinez               | France                       | Groupama-FDJ                 | + 46 min 28 s                |
| 9e                           | Antonio Tiberi               | Italie                       | Bahrain Victorious           | + 50 min 07 s                |
| 10e                          | Finn Fisher-Black            | Nouvelle-Zélande             | UAE Team Emirates            | + 1 h 22 min 24 s            |

| Classement du meilleur jeune | Classement du meilleur jeune | Classement du meilleur jeune | Classement du meilleur jeune | Classement du meilleur jeune |
| Coureur                      | Coureur                      | Pays                         | Équipe                       | Temps                        |
| ---------------------------- | ---------------------------- | ---------------------------- | ---------------------------- | ---------------------------- |
| 1er                          | Juan Ayuso                   | Espagne                      | UAE Team Emirates            | 57 h 20 min 43 s             |
| 2e                           | Cian Uijtdebroeks            | Belgique                     | Bora-Hansgrohe               | + 3 min 05 s                 |
| 3e                           | João Almeida                 | Portugal                     | UAE Team Emirates            | + 6 min 10 s                 |
| 4e                           | Santiago Buitrago            | Colombie                     | Bahrain Victorious           | + 7 min 48 s                 |
| 5e                           | Remco Evenepoel              | Belgique                     | Soudal Quick-Step            | + 27 min 00 s                |
| 6e                           | Einer Rubio                  | Colombie                     | Movistar Team                | + 36 min 33 s                |
| 7e                           | Attila Valter                | Hongrie                      | Jumbo-Visma                  | + 41 min 57 s                |
| 8e                           | Lenny Martinez               | France                       | Groupama-FDJ                 | + 46 min 28 s                |
| 9e                           | Antonio Tiberi               | Italie                       | Bahrain Victorious           | + 50 min 07 s                |
| 10e                          | Finn Fisher-Black            | Nouvelle-Zélande             | UAE Team Emirates            | + 1 h 22 min 24 s            |

| Classement par équipes | Classement par équipes | Classement par équipes | Classement par équipes |
| Équipe                 | Équipe                 | Pays                   | Temps                  |
| ---------------------- | ---------------------- | ---------------------- | ---------------------- |
| 1re                    | Jumbo-Visma            | Pays-Bas               | 171 h 21 min 22 s      |
| 2e                     | UAE Team Emirates      | Émirats arabes unis    | + 11 min 14 s          |
| 3e                     | Bora-Hansgrohe         | Allemagne              | + 19 min 02 s          |
| 4e                     | Bahrain Victorious     | Bahreïn                | + 35 min 52 s          |
| 5e                     | Movistar Team          | Espagne                | + 1 h 45 min 35 s      |
| 6e                     | Groupama-FDJ           | France                 | + 2 h 27 min 44 s      |
| 7e                     | TotalEnergies          | France                 | + 2 h 32 min 49 s      |
| 8e                     | Astana Qazaqstan Team  | Kazakhstan             | + 2 h 47 min 38 s      |
| 9e                     | Soudal Quick-Step      | Belgique               | + 2 h 49 min 22 s      |
| 10e                    | Lidl-Trek              | États-Unis             | + 2 h 59 min 19 s      |

| Classement par équipes | Classement par équipes | Classement par équipes | Classement par équipes |
| Équipe                 | Équipe                 | Pays                   | Temps                  |
| ---------------------- | ---------------------- | ---------------------- | ---------------------- |
| 1re                    | Jumbo-Visma            | Pays-Bas               | 171 h 21 min 22 s      |
| 2e                     | UAE Team Emirates      | Émirats arabes unis    | + 11 min 14 s          |
| 3e                     | Bora-Hansgrohe         | Allemagne              | + 19 min 02 s          |
| 4e                     | Bahrain Victorious     | Bahreïn                | + 35 min 52 s          |
| 5e                     | Movistar Team          | Espagne                | + 1 h 45 min 35 s      |
| 6e                     | Groupama-FDJ           | France                 | + 2 h 27 min 44 s      |
| 7e                     | TotalEnergies          | France                 | + 2 h 32 min 49 s      |
| 8e                     | Astana Qazaqstan Team  | Kazakhstan             | + 2 h 47 min 38 s      |
| 9e                     | Soudal Quick-Step      | Belgique               | + 2 h 49 min 22 s      |
| 10e                    | Lidl-Trek              | États-Unis             | + 2 h 59 min 19 s      |

## Abandons
- Hagos Welay Berhe (Jayco AlUla) : non-partant,
- David de la Cruz (Astana Qazaqstan) : non-partant,
- Rune Herregodts (Intermarché-Circus-Wanty) : abandon,
- Thomas Bonnet (TotalEnergies) : abandon.